# シェリダン (ワイオミング州)
シェリダン（Sheridan）は、アメリカ合衆国ワイオミング州の都市。シェリダン郡の郡庁所在地である。人口は1万8737人（2020年）。小都市だが、州内では十指に数えられる。

## 歴史
1878年に小屋を建てた毛皮業者が最初の入植者と推定されている。1888年にシェリダン郡が発足し、郡庁所在地となった。1892年に鉄道が開通すると町は急速に発展した。イリノイ州からの移住者が多かった。農地の拡大に呼応して食品加工業が盛んになった。炭鉱は一時期盛んだったが、第二次世界大戦後に衰退した。

## 地理
西にビッグホーン山脈を望む風光明媚な土地である。モンタナ州境に近く、北西200キロメートルにビリングスがある。